# Bubsy: Paws on Fire!
Bubsy: Paws on Fire! est un jeu video de plates-formes sorti le 16 mai 2019 sur PC, Playstation 4 puis sur Nintendo Switch le 29 août 2019.

## Développement
Mike Roush a proposé à Choice Provisions de développer le jeu. L'entreprise, fan de Bubsy, a accepté. Certains personnages ont été recyclés à partir d'anciens jeux, ainsi que de l'épisode pilote du dessin animé. Il y a eu quelques débats pendant le développement, et le projet a été abandonné et refait. Choice Provisions a persuadé Roush de s'éloigner du jeu de plateforme traditionnel et de le concevoir comme un jeu de course automatique, ce qu'il a finalement accepté.